# 1. liga 2012-2013
La 1. liga 2012-2013 è la 20ª edizione del massimo campionato ceco di calcio. La stagione è iniziata il 27 luglio 2012 ed è terminata il 1º giugno 2013. Il Viktoria Plzeň ha vinto il titolo per la seconda volta.

## Avvenimenti
Il Bohemians 1905 e il Viktoria Žižkov sono retrocessi in Druhá liga dopo essersi piazzate agli ultimi due posti della classifica nella stagione 2011-2012. Al loro posto sono state promosse il Vysočina Jihlava, secondo classificato della Druhá liga, e lo Zbrojovka Brno, quarto classificato e promosso al posto dell'Ústí nad Labem, il cui stadio non rispettava i requisiti necessari.
Lo Slovan Liberec, detentore del campionato, passa in testa al torneo dopo due giornate ma non mantiene il comando; alla quinta giornata lo Sparta Praga raggiunge il primo posto; alla decima lo Jablonec ottiene la prima posizione e quattro settimane dopo il Viktoria Plzeň supera tutti. La società di Plzeň rimane in testa fino alla ventesima giornata quando perde contro lo Sparta Praga, avversaria diretta per il titolo. A cinque turni dal termine il Viktoria Plzen ritorna in vantaggio sullo Sparta Praga e conserva il vantaggio fino al termine del torneo. Dietro lo Sparta giunge lo Slovan Liberec, Jablonec quarto.

## Formula
Le 16 squadre iscritte si affrontano in un girone di andata e ritorno, per un totale di 30 giornate.
La squadra campione della Repubblica Ceca è ammessa al secondo turno di qualificazione della UEFA Champions League 2013-2014.

La seconda e la terza classificate sono ammesse rispettivamente al terzo e al secondo turno di qualificazione della UEFA Europa League 2013-2014.
Le ultime due classificate retrocedono direttamente in Druhá liga.

## Squadre partecipanti
| Club               | Città              | Stadio                           | Posizione 2011-2012            |
| ------------------ | ------------------ | -------------------------------- | ------------------------------ |
| Baník Ostrava      | Ostrava            | Bazaly                           | 14º posto                      |
| Dukla Praga        | Praga              | Stadio Juliska                   | 6º posto                       |
| Dyn. Č. Budějovice | České Budějovice   | Stadio Střelecký ostrov          | 10º posto                      |
| Hradec Králové     | Hradec Králové     | Všesportovní stadion             | 13º posto                      |
| Jablonec           | Jablonec nad Nisou | Chance Arena                     | 8º posto                       |
| Mladá Boleslav     | Mladá Boleslav     | Stadio Municipale                | 4º posto                       |
| Příbram            | Příbram            | Na Litavce                       | 9º posto                       |
| Sigma Olomouc      | Olomouc            | Andrův stadion                   | 11º posto                      |
| Slavia Praga       | Praga              | Stadion Eden                     | 12º posto                      |
| Slovácko           | Uherské Hradiště   | Stadio Miroslav Valenty          | 7º posto                       |
| Slovan Liberec     | Liberec            | Stadion u Nisy                   | 3º posto                       |
| Sparta Praga       | Praga              | Generali Arena                   | 2º posto                       |
| Teplice            | Teplice            | Na Stínadlech                    | 5º posto                       |
| Viktoria Plzeň     | Plzeň              | Stadio Municipale                | Campione della Repubblica Ceca |
| Vysočina Jihlava   | Jihlava            | Stadion v Jiráskově ulici        | 2º posto in Druhá liga         |
| Zbrojovka Brno     | Brno               | Městský fotbalový stadion Srbská | 4º posto in Druhá liga         |

## Classifica
|                      | Pos. | Squadra            | Pt | G  | V  | N  | P  | GF | GS | DR  |
| -------------------- | ---- | ------------------ | -- | -- | -- | -- | -- | -- | -- | --- |
| Rep. Ceca (bandiera) | 1.   | Viktoria Plzeň     | 65 | 30 | 20 | 5  | 5  | 54 | 21 | +33 |
|                      | 2.   | Sparta Praga       | 63 | 30 | 19 | 6  | 5  | 55 | 23 | +32 |
|                      | 3.   | Slovan Liberec     | 54 | 30 | 16 | 6  | 8  | 46 | 34 | +12 |
|                      | 4.   | Jablonec           | 49 | 30 | 13 | 10 | 7  | 49 | 41 | +8  |
|                      | 5.   | Sigma Olomouc      | 47 | 30 | 13 | 8  | 9  | 38 | 29 | +9  |
|                      | 6.   | Dukla Praga        | 46 | 30 | 11 | 13 | 6  | 48 | 37 | +11 |
|                      | 7.   | Slavia Praga       | 42 | 30 | 11 | 9  | 10 | 41 | 32 | +9  |
|                      | 8.   | Mladá Boleslav     | 38 | 30 | 10 | 8  | 12 | 34 | 43 | −9  |
|                      | 9.   | Slovácko           | 37 | 30 | 10 | 7  | 13 | 37 | 41 | −4  |
|                      | 10.  | Vysočina Jihlava   | 36 | 30 | 7  | 6  | 12 | 28 | 34 | -6  |
|                      | 11.  | Příbram            | 32 | 30 | 7  | 11 | 12 | 27 | 39 | −12 |
|                      | 12.  | Teplice            | 32 | 30 | 8  | 8  | 14 | 36 | 47 | −11 |
|                      | 13.  | Zbrojovka Brno     | 32 | 30 | 9  | 5  | 16 | 34 | 53 | −19 |
|                      | 14.  | Baník Ostrava      | 29 | 30 | 7  | 8  | 15 | 34 | 44 | −10 |
|                      | 15.  | Dyn. Č. Budějovice | 26 | 30 | 7  | 5  | 18 | 24 | 49 | −25 |
|                      | 16.  | Hradec Králové     | 25 | 30 | 5  | 10 | 15 | 27 | 44 | −17 |

Legenda:

      Campione della Repubblica Ceca e ammessa alla UEFA Champions League 2013-2014

      Ammesse alla UEFA Europa League 2013-2014

      Retrocesse in Druhá liga 2013-2014

## Statistiche e record

### Classifica marcatori
| Gol |  |  | Giocatore        | Squadra                 |
| --- |  |  | ---------------- | ----------------------- |
| 20  |  |  | David Lafata     | Jablonec / Sparta Praga |
| 14  |  |  | Václav Kadlec    | Sparta Praga            |
| 14  |  |  | Michal Ordoš     | Sigma Olomouc           |
| 13  |  |  | Libor Došek      | Slovácko                |
| 12  |  |  | Ajdin Mahmutović | Teplice                 |
| 10  |  |  | Marek Bakoš      | Viktoria Plzeň          |
| 10  |  |  | Zbyněk Pospěch   | Dukla Praga             |
| 10  |  |  | Stanislav Tecl   | Vysočina Jihlava        |
| 8   |  |  | Tomáš Čížek      | Jablonec                |
| 8   |  |  | Karol Kisel      | Slavia Praga            |
| 8   |  |  | Michael Rabušic  | Slovan Liberec          |
| 8   |  |  | Jiří Štajner     | Slovan Liberec          |

### Capoliste solitarie
- 2ª giornata:  Slovan Liberec
- Dalla 5ª alla 6ª giornata:  Sparta Praga
- 10ª giornata:  Jablonec
- Dalla 14ª giornata alla 20ª giornata:  Viktoria Plzeň
- Dalla 25ª alla 30ª giornata:  Viktoria Plzeň

### Record
- Maggior numero di vittorie:  Viktoria Plzeň (20)
- Minor numero di sconfitte:  Sparta Praga e  Viktoria Plzeň (5)
- Migliore attacco:  Sparta Praga (55 gol fatti)
- Miglior difesa:  Viktoria Plzeň (21 gol subiti)
- Miglior differenza reti:  Viktoria Plzeň (+33)
- Maggior numero di pareggi:  Vysočina Jihlava (15)
- Minor numero di pareggi:  Dyn. Č. Budějovice,  Zbrojovka Brno e  Viktoria Plzeň (5)
- Minor numero di vittorie:  Hradec Králové (5)
- Maggior numero di sconfitte:  Dyn. Č. Budějovice (18)
- Peggiore attacco:  Dyn. Č. Budějovice (24 gol fatti)
- Peggior difesa:  Zbrojovka Brno (53 gol subiti)
- Peggior differenza reti:  Dyn. Č. Budějovice (-23)
- Partita con più reti:  Sigma Olomouc -  Příbram 6-1 (7)
- Partita con maggiore scarto di gol:  Slavia Praga -  Zbrojovka Brno 5-0,  Sigma Olomouc -  Příbram 6-1 (5)
- Maggior numero di reti in una giornata: 27 reti (2ª Giornata)
- Minor numero di reti in una giornata: 14 reti (18ª Giornata)
- Miglior serie di vittorie:  Slovan Liberec (9)
- Miglior serie positiva:  Sparta Praga (16)
- Peggior serie negativa:  Příbram (10)

## Calendario e risultati

### Matrice risultati
|                    | Ban  | Duk  | DCB  | Hra  | Jab  | Mla  | Pří  | Sig  | Sla  | Svk  | SLi  | Spa  | Tep  | Vpl  | VJi  | Zbr  |
| ------------------ | ---- | ---- | ---- | ---- | ---- | ---- | ---- | ---- | ---- | ---- | ---- | ---- | ---- | ---- | ---- | ---- |
| Baník Ostrava      | –––– | 1-1  | 1-0  | 1-2  | 1-0  | 1-2  | 1-1  | 2-1  | 2-2  | 2-1  | 2-1  | 1-1  | 3-1  | 1-3  | 0-1  | 1-1  |
| Dukla Praga        | 2-0  | –––– | 1-0  | 1-0  | 1-1  | 2-1  | 2-1  | 2-2  | 0-0  | 2-2  | 1-2  | 1-1  | 4-0  | 1-0  | 2-2  | 1-0  |
| Dyn. Č. Budějovice | 1-2  | 1-1  | –––– | 1-1  | 2-2  | 3-3  | 1-0  | 1-0  | 2-1  | 0-0  | 0-2  | 2-1  | 3-2  | 0-1  | 3-1  | 1-0  |
| Hradec Králové     | 1-1  | 1-0  | 0-1  | –––– | 2-2  | 1-1  | 2-1  | 1-2  | 3-2  | 2-1  | 2-2  | 2-1  | 2-0  | 1-2  | 1-1  | 2-0  |
| Jablonec           | 2-0  | 2-2  | 2-1  | 3-1  | –––– | 2-3  | 2-2  | 1-0  | 0-0  | 0-1  | 1-0  | 1-2  | 1-0  | 1-1  | 2-1  | 1-0  |
| Mladá Boleslav     | 2-1  | 3-0  | 3-2  | 1-0  | 1-1  | –––– | 2-1  | 0-1  | 1-0  | 1-0  | 1-1  | 1-1  | 2-1  | 1-0  | 1-3  | 1-0  |
| Příbram            | 2-1  | 1-1  | 1-1  | 0-0  | 1-2  | 1-1  | –––– | 1-0  | 1-1  | 0-1  | 0-4  | 2-1  | 1-1  | 1-0  | 2-1  | 1-1  |
| Sigma Olomouc      | 1-0  | 2-1  | 0-1  | 1-1  | 0-1  | 2-1  | 6-1  | –––– | 2-0  | 2-0  | 3-0  | 3-1  | 1-0  | 1-1  | 1-0  | 1-1  |
| Slavia Praga       | 1-1  | 1-0  | 0-1  | 1-1  | 2-1  | 3-1  | 2-1  | 1-1  | –––– | 2-1  | 1-0  | 1-0  | 2-0  | 0-1  | 3-3  | 5-0  |
| Slovácko           | 1-0  | 0-1  | 1-2  | 1-1  | 0-1  | 3-1  | 1-2  | 1-0  | 3-0  | –––– | 1-0  | 1-4  | 2-1  | 2-1  | 3-0  | 0-1  |
| Slovan Liberec     | 2-2  | 3-2  | 1-0  | 0-1  | 1-0  | 2-0  | 0-2  | 3-0  | 0-0  | 3-2  | –––– | 1-0  | 0-1  | 1-2  | 1-1  | 1-0  |
| Sparta Praga       | 2-0  | 3-0  | 3-1  | 1-0  | 1-0  | 0-1  | 2-1  | 1-2  | 4-1  | 1-0  | 2-1  | –––– | 1-0  | 0-1  | 1-0  | 2-0  |
| Teplice            | 1-0  | 0-1  | 1-0  | 0-1  | 0-4  | 1-0  | 0-0  | 1-1  | 2-0  | 3-0  | 3-0  | 1-0  | –––– | 1-1  | 3-1  | 2-1  |
| Viktoria Plzeň     | 1-0  | 0-1  | 1-0  | 3-0  | 1-1  | 2-0  | 3-0  | 3-0  | 2-1  | 1-1  | 2-2  | 1-0  | 1-0  | –––– | 2-1  | 2-3  |
| Vysočina Jihlava   | 3-2  | 2-0  | 1-0  | 0-1  | 0-1  | 2-1  | 2-1  | 1-1  | 2-1  | 2-0  | 0-1  | 1-1  | 2-1  | 1-1  | –––– | 1-0  |
| Zbrojovka Brno     | 1-0  | 1-3  | 3-1  | 1-4  | 2-1  | 2-1  | 1-0  | 1-1  | 2-2  | 3-3  | 2-1  | 1-0  | 1-1  | 1-0  | 5-1  | –––– |

## Verdetti
- Campione della Repubblica Ceca:  Viktoria Plzeň
- In UEFA Champions League 2013-2014:  Viktoria Plzeň
- In UEFA Europa League 2013-2014:  Jablonec,  Sparta Praga e  Slovan Liberec
- Retrocesse in Druhá liga:  Dyn. Č. Budějovice e  Hradec Králové